# Skogsängen, Björneborg

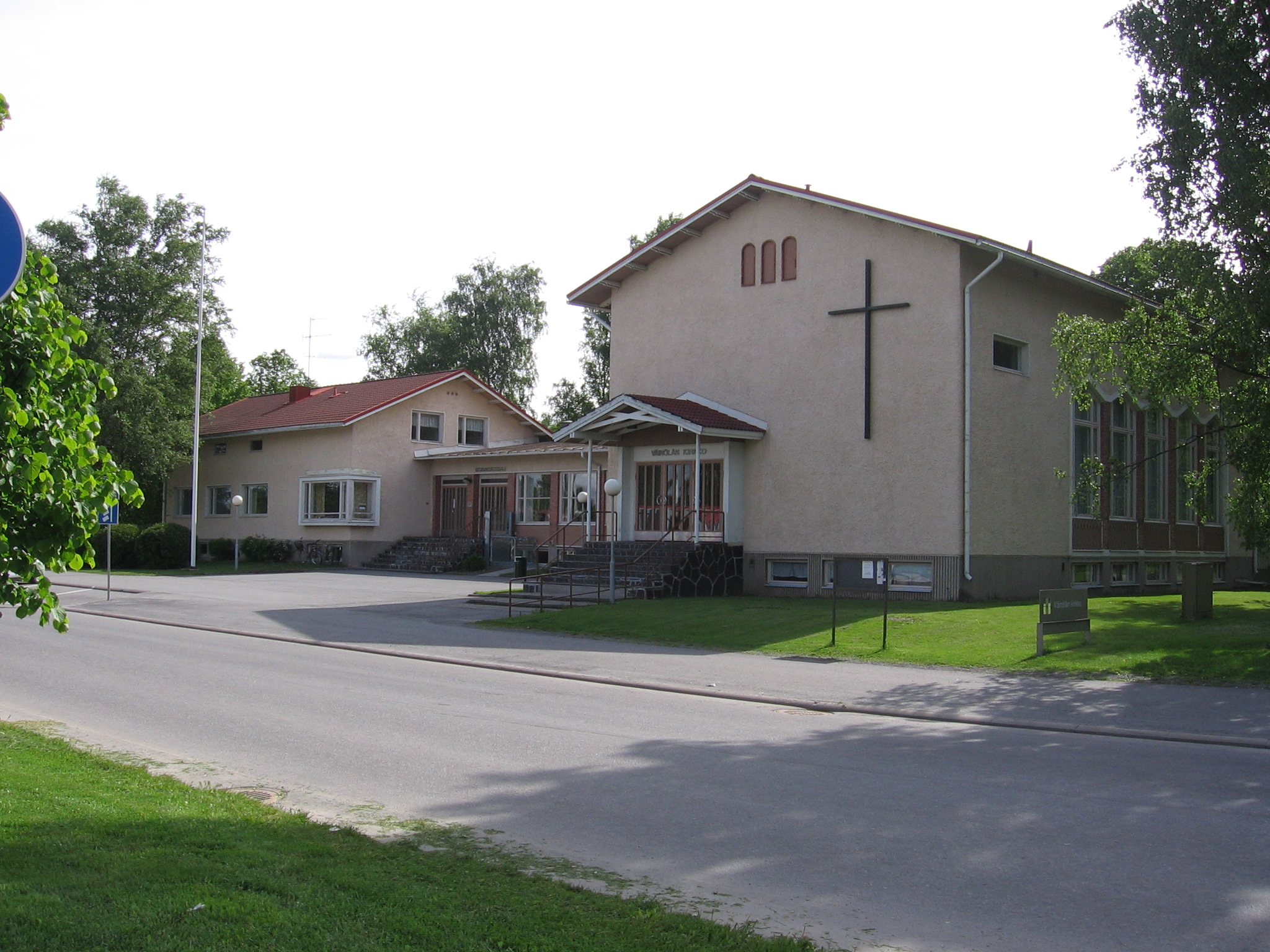
Skogsängens kyrka

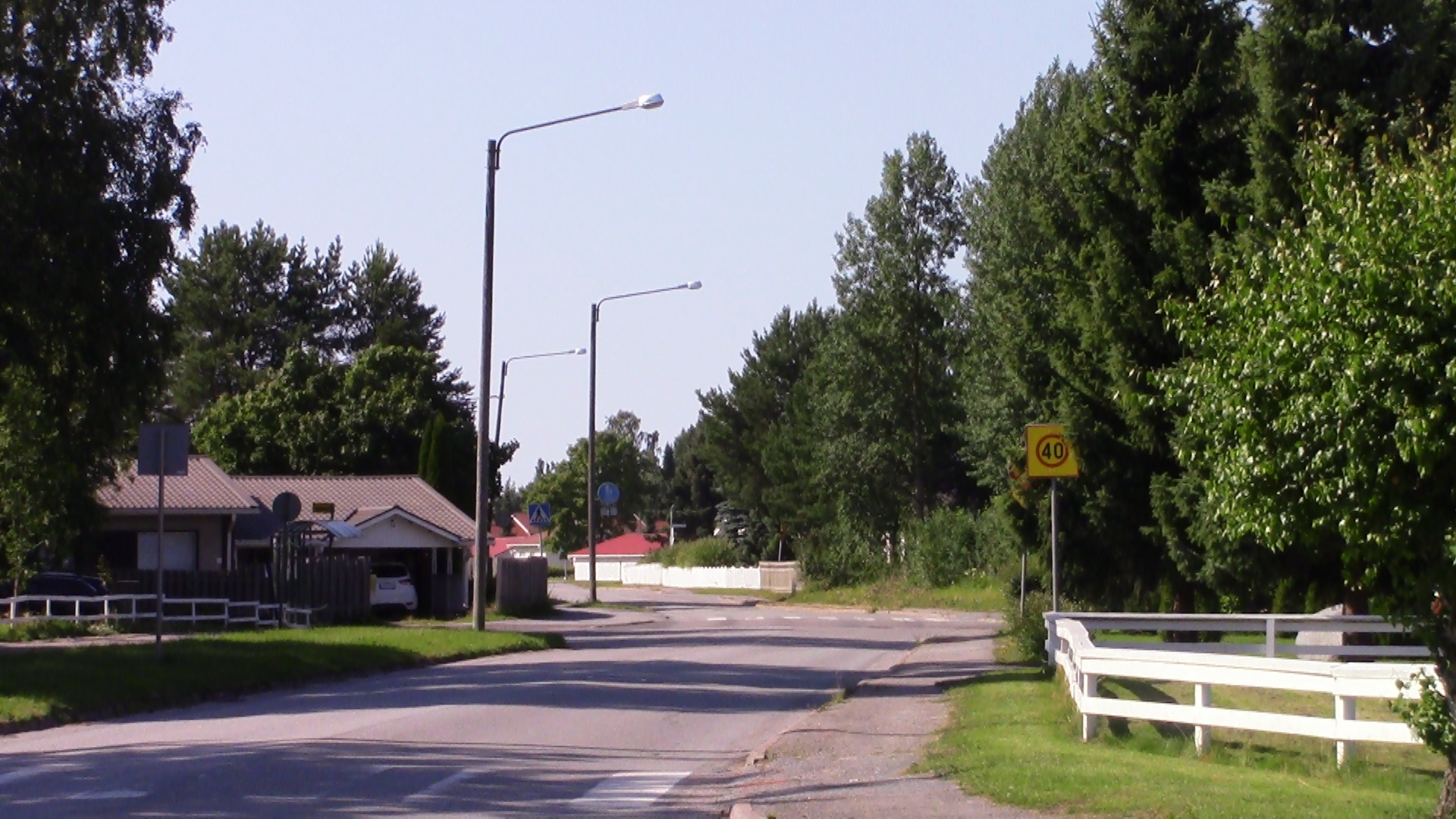
Latokartanovägen i Skogsängen.

Skogsängen (finska: Väinölä ), är en stadsdel (nr 44) i östra delen av Björneborg, Finland. Stadsdelen gränsar till stadsdelarna Metallbyn, Gamla Koivisto, Kalaholmen och Kråkfoten. Stadsdelen har egen skola och kyrka. Höghusbebyggelsen uppkom under 1970-talet för att snabbt möta ett växande bostadsbehov. I stadsdelen finns en stor andel invånare av rysk härkomst